# Ingo Kleist
Ingo Kleist (* 23. August 1938 in Hamburg; † 12. Juli 2024) war ein deutscher Politiker der SPD und Mitglied der Hamburgischen Bürgerschaft.

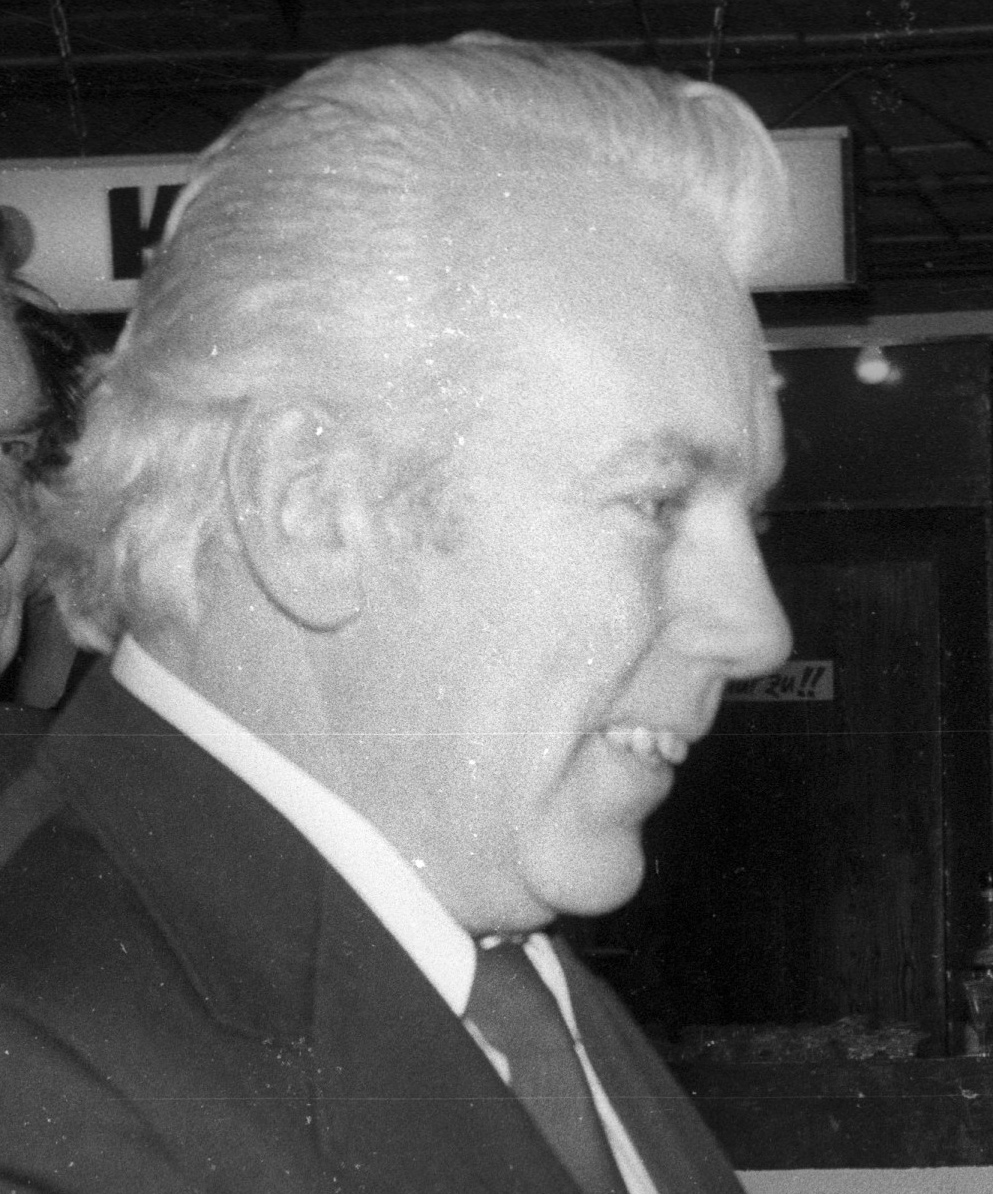
Ingo Kleist 1988

## Leben und Wirken
Kleist absolvierte eine Ausbildung als Handelsgehilfe. Er erwarb den Matrosenbrief und das Hafenpatent. Es folgten zwanzig Jahre Anstellung als Polizeibeamter bei der Wasserschutzpolizei Hamburgs. Ab 1981 war er Geschäftsführer des Landesbundes der Gartenfreunde in Hamburg e. V. Er war zudem Mitglied der Gewerkschaft der Polizei.
Kleist trat im Jahr 1954 in die SPD ein, wurde dem rechten Flügel der Partei zugeordnet und wurde 2004 vom früheren Ersten Bürgermeister Hamburgs Henning Voscherau für 50 Jahre Mitgliedschaft geehrt. Er war in den Jahren 1974 bis 1978 Mitglied der Bezirksversammlung im Bezirk Hamburg-Mitte. Kleists Ehefrau Grete (1937–2024) war von 1986 bis 2008 Bezirksabgeordnete im selben Bezirk.
Von 1978 bis 2004 war Ingo Kleist Mitglied der Hamburgischen Bürgerschaft, wobei er bis zum 30. September 1979 als nächstberufener Bewerber das Bürgerschaftsmandat eines Senators ausübte, bevor er für den ehemaligen Senator Hans-Joachim Seeler in ein reguläres Mandat nachrückte. Er galt während dieser Zeit fast zwei Jahrzehnte als einflussreicher Vize der Fraktion. Er war Mitglied im Bürgerausschuss, der auf Antrag des Senats befugt ist, Ausgaben und Veräußerung von Staatsgut zu genehmigen und in dringenden Fällen gesetzliche Vorschriften bis zur anderweitigen Beschlussfassung der Bürgerschaft zu erlassen. Er arbeitete im Innenausschuss und im Ausschuss für Verfassung, Geschäftsordnung und Wahlprüfung mit. Sein früh verstorbener Vater Joachim Kleist (1913–1960), zuletzt Direktor der Bürgerschaftskanzlei, hatte von 1949 bis 1958 der Bürgerschaft angehört.

## Weitere Ämter
Einen wichtigen Teil des Lebens von Ingo Kleist bestimmte das Engagement für Kleingärten. Er war Vorsitzender des Landesbundes der Gartenfreunde in Hamburg e. V. und Vorsitzender des Fördervereins Deutsches Kleingartenmuseum in Leipzig e. V. Von 1997 bis 2007 war er Präsident des Bundesverbandes Deutscher Gartenfreunde e. V. Während seiner Mitgliedschaft in der Hamburgischen Bürgerschaft profilierte er sich mit dem Thema Kleingärten in der Politik der Hansestadt.

## Weiterführende Literatur
- Bürgerschaft der Freien und Hansestadt Hamburg, 14. Wahlperiode, Redaktion Hinnerk Fock, Hamburg 1992. Seiten 179/180 und 41, 49 und 51